# Roberta Manfredi
Roberta Manfredi (Roma, 19 ottobre 1956) è un'attrice, produttrice televisiva e conduttrice televisiva italiana.

## Biografia
Figlia di Nino Manfredi e dell'ex modella Erminia Ferrari, sorella di Luca e Giovanna e sorellastra di Tonina, avviò la sua carriera alla fine degli anni settanta conducendo programmi televisivi come Discoring. Nel decennio successivo ha condotto un'edizione della trasmissione pomeridiana estiva Fresco fresco e la terza edizione di Tandem su Rai 2, con Claudio Sorrentino e Fabrizio Frizzi.
Come attrice partecipò a film divenuti molto popolari come Assassinio sul Tevere di Bruno Corbucci (1979) e Borotalco di Carlo Verdone (1982).

## Vita privata
Attiva anche come produttrice, è sposata dal 1999 con lo scrittore e regista Alberto Simone. Hanno tre figli. In precedenza, ha vissuto con il cantautore Alan Sorrenti ed è stata sposata col regista, produttore e attore Werner Masten, col quale ha avuto una figlia.

## Filmografia

### Attrice

#### Cinema
- Assassinio sul Tevere, regia di Bruno Corbucci (1979)
- La città delle donne, regia di Federico Fellini (1980) - non accreditata
- Borotalco, regia di Carlo Verdone (1982)
- Assisi Underground, regia di Alexander Ramati (1985)
- Napoli-Berlino, un taxi nella notte, regia di Mika Kaurismäki (1987)

#### Televisione
- De bien étranges affaires – serie TV, 1 episodio (1982)
- Auf Achse – serie TV, 10 episodi (1986-1992)
- Un commissario a Roma – serie TV, 5 episodi (1993)

### Produttrice
- Colpo di luna, regia di Alberto Simone (1995)
- Una famiglia in giallo – miniserie TV (2005)
- Il commissario Manara – serie TV (2008)
- L'ultimo papa re – film TV (2013)

## Programmi televisivi
- Il barattolo (Rete 2, 1980-1981)

### Pubblicità
- Caf Caffè Borsci (1987)

## Doppiatrici italiane
- Emanuela Rossi in Assassinio sul Tevere